# Empoasca cisiana
Empoasca cisiana är en insektsart som beskrevs av Irena Dworakowska 1971. Empoasca cisiana ingår i släktet Empoasca och familjen dvärgstritar. Inga underarter finns listade i Catalogue of Life.